# StarKid Productions

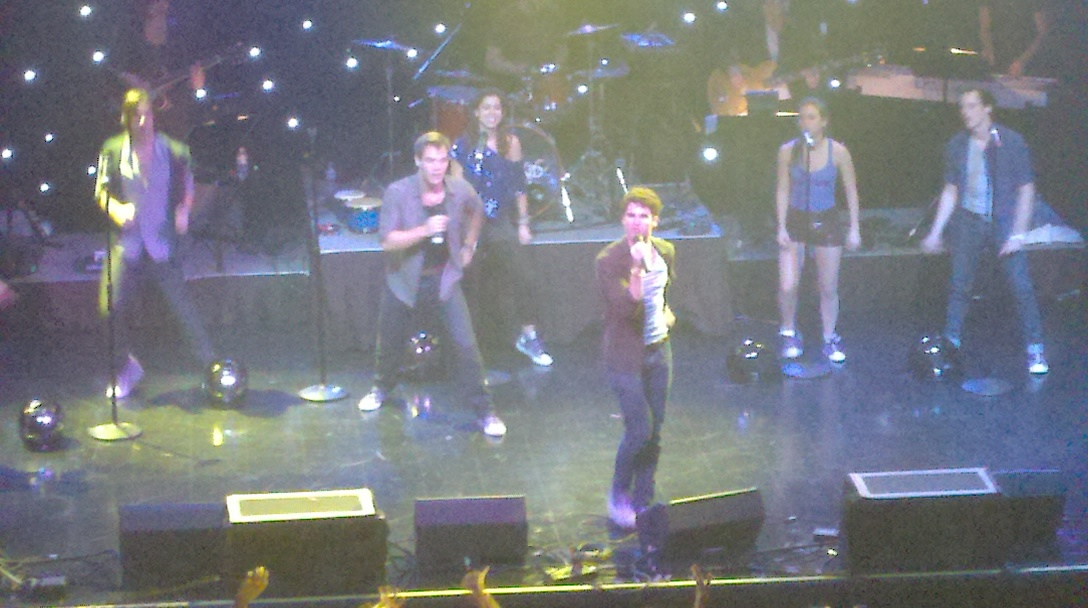
Darren Criss und die Theatergruppe StarKid Productions

StarKid Productions, bekannt unter dem Namen Team StarKid, ist eine amerikanische Theatergruppe mit Sitz in Chicago, die 2009 von Darren Criss, Nick Lang, Brian Holden und Matt Lang an der University of Michigan gegründet wurde. Die Truppe inszeniert Musicals und Komödien mit selbst geschriebenen Drehbüchern und Liedern. Die Geschichten finden ihre Inspiration hauptsächlich in der Popkultur.

## Geschichte
Weltweit bekannt wurde StarKid Productions 2009 mit A Very Potter Musical, einer Parodie der Harry-Potter-Bücher, die in mehreren Teilen bei YouTube hochgeladen und seitdem insgesamt über 100 Millionen Mal angeklickt wurde. Daraufhin folgten weitere Musicals. Das Album zum Musical Me and My Dick wurde 2010 das erste von Studenten produzierte Album, das in den Billboard Hot 100 landete. In der ersten Woche befand sich das Album auf Platz 11 der „Top Cast Albums“-Charts. Starship erreichte hier 2011 eine Nummer-eins-Platzierung. Das Album zur SPACE Tour erreichte 2012 Platz zwei, das Album zur Apocalyptour im gleichen Jahr Platz drei. Firebringer stand 2016 auf Platz sechs.
Bis heute hat Team Starkid zwölf Musicals sowie zwei Webserien, zwei Livetourneen, drei Sketch-Comedy-Shows, eine Liveshow und eine szenische Lesung inszeniert. 2008 wurde außerdem das Theaterstück The Hobbit 2: The Lord of the Rings produziert. Während A Very Potter Musical, Me and My Dick und A Very Potter Sequel noch in Ann Arbor, Michigan aufgeführt wurden, präsentierten StarKid Productions Starship, Holy Musical Batman!, Twisted, Ani: A Parody, The Trail to Oregon und Firebringer in Chicago. A Very Potter Senior Year wurde 2012 auf der LeakyCon in Chicago einmalig inszeniert. The Guy Who Didn't Like Musicals war 2018 das erste Musical der Gruppe, das in Los Angeles aufgeführt wurde, Black Friday folgte ein Jahr später. Der dritte Teil der Hatchetfield-Reihe, Nerdy Prudes Must Die, war ursprünglich für 2020 geplant, konnte jedoch aufgrund der COVID-19-Pandemie erst 2023 aufgeführt werden. In der Zwischenzeit produzierte StarKid sowohl zwei Staffeln der ebenfalls in Hatchetfield spielenden, per Videokonferenz aufgenommenen Musicalserie Nightmare Time als auch das vierzigminütige Musical A VHS Christmas Carol, eine Adaption von Charles Dickens’ Eine Weihnachtsgeschichte, welche ursprünglich im Homeoffice aufgenommen, später aber auch auf der Bühne aufgeführt wurde.
Die Theatergruppe tritt regulär auf der LeakyCon (GeekyCon), einer Convention der Nerd- und Geekszene, auf. Darüber hinaus waren sie mehrmals Gast auf der Ring*Con in Bonn sowie auf diversen anderen Conventions und Musikfestivals. Team Starkid hat alle Musicals auf YouTube hochgeladen, damit sie für alle frei zugängig sind. Der Youtube-Kanal der Gruppe hat über 770.000 Abonnenten und mehr als 330 Millionen Aufrufe (Stand Oktober 2023).

## Musicals
- A Very Potter Musical (April 2009)
- Me and My Dick (Oktober 2009)
- A Very Potter Sequel (Mai 2010)
- Starship (Februar 2011)
- Holy Musical B@man! (März 2012)
- A Very Potter Senior Year (August 2012)
- Twisted: The Untold Story of a Royal Vizier (Juli 2013)
- Ani: A Parody (Juli bis August 2014)
- The Trail to Oregon (Juli bis August 2014)
- Firebringer (Juli bis August 2016)
- The Guy Who Didn't Like Musicals (Oktober bis November 2018)
- Black Friday (Oktober bis Dezember 2019)
- A VHS Christmas Carol (Dezember 2021)
- Nerdy Prudes Must Die (Februar 2023)
- Cinderella's Castle (Juli 2024)

## Diskografie

### Alben
- Little White Lie (2009)
- A Very Potter Musical (2009)
- Me and My Dick (2010)
- A Very StarKid Album (2010)
- A Very Potter Sequel (2010)
- Starship (2011)
- The SPACE Tour (2011)
- That's What I Call StarKid! Volume 2 (2012)
- Holy Musical B@man! (2012)
- Apocalyptour (2012)
- A Very Potter Senior Year (2012)
- Twisted (2013)
- Ani (2014)
- The Trail to Oregon (2014)
- Firebringer (2016)
- The Guy Who Didn't Like Musicals (2018)
- Starkid Homecoming Vol. 1 & 2 (2019)
- Black Friday (2020)
- A VHS Christmas Carol (2020)
- Nightmare Time (2021)
- Nerdy Prudes Must Die (2023)

### Konzerte
- The SPACE Tour (Tournee 2011)
- Apocalyptour (Tournee 2012)
- Starkid Homecoming (drei Konzerte an zwei Tagen zum zehnjährigen Bestehen der Gruppe 2019)
- Jangle Ball Tour (Tournee 2022)

## Webserien
- Little White Lie (2007)
- Movies, Musicals, and Me (2017)
- Nightmare Time (2020–2021)

## Mitglieder
| Name                            | Produktion | Charakter |
| ------------------------------- | --- | --- |
| Nico Ager                       | - Holy Musical B@man! - A Very Potter Senior Year | - Sluggers, Sherlock Holmes u. a. - Thoms Riddle |
| Julia Albain                    | - A Very Potter Musical - A Very Potter Sequel - Starship - Holy Musical B@man! - Ani | - Vincent Crabbe - Vincent Crabbe, Percy Weasley - Specs - Vicki Vale, Zatanna, Martha Wayne - Emily |
| Chris Allen                     | - Little White Lie - Holy Musical B@man! - A Very Potter Senior Year - Ani | - Duder Reese - Alfred Pennyworth, Two-Face - Maulende Myrte, Barty Crouch jr., Mad-Eye Moody, Tom Riddle sr. - Ani |
| Clark Baxtresser                | - Ani - Firebringer - Movies, Musicals & Me - A VHS Christmas Carol | - Cantinaband-Mitglied - Clark - Courtney - Erzähler |
| Jaime Lyn Beatty                | - A Very Potter Musical - Me and My Dick - A Very Potter Sequel - Starship - Holy Musical B@man! - A Very Potter Senior Year - Twisted - The Trail to Oregon! - Firebringer - Movies, Musicals & Me - The Guy Who Didn’t Like Musicals - Black Friday - Nightmare Time / Nightmare Time 2 - A VHS Christmas Carol                           | - Ginny Weasley - Sally - Ginny Weasley, Rita Kimmkorn - Neato Mosquito - Poison Ivy, Candy, The Flash - Ginny Weasley - Ursula u. a. - Tochter - Schwoopsie - Linda Toodleberg - Charlotte, Nora, Deb - Sherman Young - (7 Episoden) - Christmas Past                                                                      |
| Jeff Blim                       | - Holy Musical B@man! - A Very Potter Senior Year - Twisted - The Trail to Oregon! - The Guy Who Didn’t Like Musicals - Black Friday - Nightmare Time / Nightmare Time 2 | - Sweet Tooth, Aquaman, Joe Chill - Aragog - Aladdin - Vater - Sam, Mr. Davidson, General McNamara - General McNamara, Guy in a Hurry - (12 Episoden) |
| Pat Brady                       | - A Very Potter Senior Year | - Candy Lady |
| Will Branner                    | - Nerdy Prudes Must Die | - Max Jägerman |
| Tyler Brunsman                  | - A Very Potter Musical - A Very Potter Sequel - A Very Potter Senior Year | - Cedric Diggory, Cornelius Fudge - Lucius Malfoy - Minerva McGonagall, Lucius Malfoy, Cedric Diggory |
| Jamie Burns                     | - Firebringer - A VHS Christmas Carol | - Chorn - Christmas Future |
| Richard Campbell                | - A Very Potter Musical - Me and My Dick - A Very Potter Sequel - A Very Potter Senior Year | - Neville Longbottom - Rick, Schüler - Neville Longbottom, Hermine in der Vergangenheit - Neville Longbottom, Frank Longbottom |
| Bryce Charles                   | - Nightmare Time 2 - Nerdy Prudes Must Die | - (4 Episoden) - Detective Shapiro, Brenda |
| Britney Coleman                 | - A Very Potter Musical - A Very Potter Sequel - A Very Potter Senior Year - A VHS Christmas Carol | - Bellatrix Lestrange - Dean Thomas - Bellatrix Lestrange, Dean Thomas - Belle (nur Aufnahme) |
| Brant Cox                       | - Starship - A Very Potter Senior Year | - Roach - Colin Creevey, Percy Weasley |
| Darren Criss                    | - Little White Lie - A Very Potter Musical - A Very Potter Sequel - A Very Potter Senior Year | - Toby Phillips - Harry Potter - Harry Potter - Harry Potter |
| Denise Donovan                  | - Starship - Holy Musical B@man! - A Very Potter Senior Year - Twisted - Ani - Firebringer | - February - Catwoman, Black Canary, Pizzalieferantin - Mrs. Cole - Jago u. a. - Mara - Keeri |
| Corey Dorris                    | - Me and My Dick - A Very Potter Sequel - A Very Potter Senior Year - The Trail to Oregon! - Movies, Musicals & Me - The Guy Who Didn’t Like Musicals - Black Friday - Nightmare Time / Nightmare Time 2 - A VHS Christmas Carol - Nerdy Prudes Must Die                                                                                    | - Big T - Yaxley - Kingsley Shacklebolt - Großvater, Cletus Jones - Quincey Tickleberry - Bill Woodward - Frank Pricely - (9 Episoden) - Fred - Bürgermeister Solomon Lauter, Jason Jepson, Pokey |
| Mariah Rose Faith Casillas      | - The Guy Who Didn’t Like Musicals - Nightmare Time / Nightmare Time 2 - Nerdy Prudes Must Die | - Alice, Zoey, Greenpeace-Mädchen - (7 Episoden) - Stephanie Lauter |
| Esther Fallick (als Al Fallick) | - Movies, Musicals & Me | - Halpert Evans |
| Elona Finlay                    | - Little White Lie - A Very Potter Senior Year | - Sami Reese - Madam Pomfrey, Die Graue Dame |
| Nick Gage                       | - Twisted | - Sultan, Dschinn, Scar |
| Eric Kahn Gale                  | - Little White Lie - A Very Potter Senior Year - Ani | - Hunkytonk - Wizard Cop - Sebulba |
| Angela Giarratana               | - Black Friday - Nightmare Time / Nightmare Time 2 - Nerdy Prudes Must Die | - Lex Foster - (10 Episoden) - Grace Chasity |
| Arielle Goldman                 | - Me and My Dick - A Very Potter Sequel - Starship - A Very Potter Senior Year | - Weenie - Lily Potter, Luna Lovegood, Fred Weasley, Hedwig - Lily Potter, Hannah Abbott, Mary Riddle |
| Ali Gordon                      | - Me and My Dick - A VHS Christmas Carol | - Vanessa - Turkey Boy (nur Aufnahme) |
| Bonnie Gruesen                  | - A Very Potter Musical - A Very Potter Sequel | - Hermine Granger - Hermine Granger |
| Davis Hamilton                  | - Nerdy Prudes Must Die | - Polizist, Reporter |
| Brian Holden                    | - Little White Lie - Me and My Dick - A Very Potter Sequel - Starship - Holy Musical B@man! - A Very Potter Senior Year - Ani - Firebringer - Movies, Musicals & Me - A VHS Christmas Carol | - Zack - Flopsy - Remus Lupin - Junior, Veeto Mosquito - Superman - Remus Lupin, Rubeus Hagrid, Basilisk - J.J. - Smelly-Balls - Eric Edenbaum - Tiny Tim |
| A.J. Holmes                     | - Me and My Dick - Starship - A Very Potter Senior Year - A VHS Christmas Carol | - Joeys Herz - Cameoauftritt - Gilderoy Lockhart - Fezziwig |
| Jae Hughes                      | - Nightmare Time / Nightmare Time 2 | - (4 Episoden) |
| Bob Joles                       | - A Very Potter Senior Year | - Erzähler |
| Janaya Mahealani Jones          | - A VHS Christmas Carol | - Belle (nur live) |
| Nick Lang                       | - Little White Lie - A Very Potter Sequel - Starship - Holy Musical B@man! - A Very Potter Senior Year - Ani - Movies, Musicals & Me - Nightmare Time / Nightmare Time 2 | - Kevin Buchwald - Arthur Weasley, Sorty, Scarfy, Peter Pettigrew, Mama Umbridge - Käfer - Robin, Barack Obama - Arthur Weasley, Sorty, Scarfy - Pappy, Obi-Wan Kenobi - Eugene Tabernacle - (5 Episoden) |
| Lauren Lopez                    | - Little White Lie - A Very Potter Musical - A Very Potter Sequel - Starship - Holy Musical B@man! - A Very Potter Senior Year - Twisted - The Trail to Oregon! - Firebringer - Movies, Musicals & Me - The Guy Who Didn’t Like Musicals - Black Friday - Nightmare Time / Nightmare Time 2 - A VHS Christmas Carol - Nerdy Prudes Must Die | - Tanya Freemont - Draco Malfoy - Draco Malfoy - Taz, Buggette Buggington - Commissioner Gordon, Calendar Man, Green Arrow - Draco Malfoy - Abu, Maleficent - Sohn - Zazzalil - Carrie Jean - Emma Perkins - Emma Perkins, Linda Monroe - (11 Episoden) - Emily Cratchit - Ruth Fleming, Donna Daggit, Emma Perkins, Blinky |
| Evanna Lynch                    | - A Very Potter Senior Year | - Luna Lovegood |
| Devin Lytle                     | - A Very Potter Musical - Me and My Dick - A Very Potter Sequel - A Very Potter Senior Year | - Cho Chang - Miss Cooter - Cho Chang, Charlie Weasley - Cho Chang, Charlie Weasley |
| Robert Manion                   | - Twisted - The Guy Who Didn’t Like Musicals - Black Friday - Nightmare Time | - Omar, Gaston - Professor Hidgens - Ethan Green, Chris Kringle - (5 Episoden) |
| Lily Marks                      | - A Very Potter Musical - Me and My Dick - A Very Potter Sequel - A Very Potter Senior Year | - Pansy Parkinson, Molly Weasley - Sallys Herz, High Council Pussy - Molly Weasley - Molly Weasley |
| Jon Matteson                    | - The Guy Who Didn’t Like Musicals - Black Friday - Nightmare Time / Nightmare Time 2 - Nerdy Prudes Must Die | - Paul Matthews - Wiggly, Paul Matthews, Gary Goldstein - (8 Episoden) - Richie Lipschitz, Paul Matthews, Wiggly |
| Curt Mega                       | - Black Friday - Nightmare Time / Nightmare Time 2 - A VHS Christmas Carol - Nerdy Prudes Must Die | - President Howard Goodman - (6 Episoden) - Ensemble (nur live) - Officer Bailey, Mark Chasity, Kyle Clauger, Tinky |
| Alle-Faye Monka                 | - Me and My Dick - A Very Potter Senior Year | - Tiffany - Fleur Delacour, Albus Scarfy Potter |
| Joe Moses                       | - A Very Potter Musical - Me and My Dick - A Very Potter Sequel - Starship - A Very Potter Senior Year - Ani | - Severus Snape - Ricks Penis - Severus Snape - Krayonder - Severus Snape, Der Fast Kopflose Nick - Bob, Veers |
| Kendall Nicole Yakshe           | - Black Friday - Nightmare Time | - Hannah Foster, Tim Houston - (2 Episoden) |
| Alex Paul                       | - Twisted | - Captain Hook u. a. |
| Jim Povolo                      | - Little White Lie - A Very Potter Musical - A Very Potter Sequel - Starship - Holy Musical B@man! - A Very Potter Senior Year - Twisted | - Jim Povolo - Gregory Goyle, Rumbleroar - Gregory Goyle, Firenze, Bill Weasley - Overqueen, Sweetheart Mosquito - Mr. Freeze, Hawkman, Matches - Bill Weasley, Gregory Goyle, Rumbleroar - Anführer der Wachen |
| Joey Richter                    | - A Very Potter Musical - Me and My Dick - A Very Potter Sequel - Starship - A Very Potter Senior Year - The Trail to Oregon! - Firebringer - Movies, Musicals & Me - The Guy Who Didn’t Like Musicals - Black Friday - Nightmare Time / Nightmare Time 2 - A VHS Christmas Carol - Nerdy Prudes Must Die                                   | - Ron Weasley - Joey Richter - Ron Weasley - Bug - Ron Weasley - McDoon, Ochse, Ladenbesitzer u. a. - Grunt, Snarl, Trunkell - Barry Maplethorpe - Ted Spankoffski - Uncle Wiley - (12 Episoden) - Bob Cratchit - Peter Spankoffski, Dan Reynolds                                                                           |
| Brian Rosenthal                 | - A Very Potter Musical - A Very Potter Sequel - A Very Potter Senior Year - A VHS Christmas Carol | - Quirinus Quirrell - Seamus Finnigan, James Potter - Seamus Finnigan, James Potter, Quirinus Quirrell - Ebenezer Scrooge (jung) |
| Dylan Saunders                  | - A Very Potter Musical - A Very Potter Sequel - Starship - Holy Musical B@man! - A Very Potter Senior Year - Twisted - Movies, Musicals & Me - Black Friday - Nightmare Time / Nightmare Time 2 - A VHS Christmas Carol | - Albus Dumbledore - Albus Dumbledore - Tootsie Noodles, Pincer - Green Lantern, Scarecrow, Egghead - Albus Dumbledore - Dschafar - Tom Tisdale - Tom Houston - (6 Episoden) - Ebenezer Scrooge |
| Pierce Siebers                  | - Ani | - Cantinaband-Mitglied |
| Rachael Soglin                  | - Twisted - The Trail to Oregon! - Firebringer | - Prinzessin Jasmin - Mutter - Emberly |
| Meredith Stepien                | - Little White Lie - Starship - Holy Musical B@man! - A Very Potter Senior Year - Twisted - Ani - Firebringer - A VHS Christmas Carol | - Meredith - Mega-Girl - Der Riddler, Rachel Dawes, Wonder Woman - Hermine Granger - Sherrezade - Oola - Jemilla - Jacob Marley |
| Nicholas Strauss-Matathia       | - Me and My Dick - A Very Potter Sequel - Holy Musical B@man! - A Very Potter Senior Year | - The Old Snatch - Sirius Black - Pinguin, Thomas Wayne, Mr. Mxyzptlk, Captain Marvel - Sirius Black, Fenrir Greyback |
| Mark Swiderski                  | | |
| Sango Tajima                    | - A Very Potter Musical - A Very Potter Sequel - A Very Potter Senior Year | - Lavender Brown - Lavender Brown, George Weasley - Lavender Brown, George Weasley, Wang Mu |
| James Tolbert                   | - Black Friday - Nightmare Time / Nightmare Time 2 - A VHS Christmas Carol | - Xander Lee, Security Guard - (7 Episoden) - Christmas Present |
| Joe Walker                      | - A Very Potter Musical - Me and My Dick - A Very Potter Sequel - Starship - Holy Musical B@man! - A Very Potter Senior Year - Twisted - Ani - Firebringer | - Lord Voldemort - Dick - Dolores Umbridge - Commander Up - Batman - Tom Riddle/Lord Voldemort - Prinz Achmed, Wesir - Moff Tarkin - Ducker |
| Carlos Valdes                   | | |
| Virginia Vass                   | - Nerdy Prudes Must Die | - Reporterin |
| Lauren Walker                   | - Firebringer | - Molag |
| Kim Whalen                      | - Black Friday - Nightmare Time / Nightmare Time 2 - A VHS Christmas Carol - Nerdy Prudes Must Die | - Becky Barnes - (9 Episoden) - Ensemble (nur live) - Miss Mulberry, Stacy, Miss Tessburger, Karen Chasity, Nibbly |
| Mary Kate Wiles                 | - Movies, Musicals & Me | - Judy Davendale |
| Tiffany Williams                | - Firebringer | - Tiblyn |